# Анапу

Анапу на карте штата.

Анапу (порт. Anapu) — муниципалитет в Бразилии, входит в штат Пара. Составная часть мезорегиона Юго-запад штата Пара. Входит в экономико-статистический микрорегион Алтамира. Население составляет 20 543 человека на 2010 год. Занимает площадь 11 895,300 км². Плотность населения — 1,73 чел./км².

## Демография
Согласно сведениям, собранным в ходе переписи 2010 г. Национальным институтом географии и статистики (IBGE), население муниципалитета составляет:
| Полное население                               | Полное население                               | Полное население                               | Полное население                               | 20 543 |
| ---------------------------------------------- | ---------------------------------------------- | ---------------------------------------------- | ---------------------------------------------- | ------ |
| в том числе:                                   | Городское население                            | 9833                                           | Процент городского населения, %                | 47,87  |
|                                                | Сельское население                             | 10 710                                         | Процент сельского населения, %                 | 52,13  |
|                                                | Мужское население                              | 10 992                                         | Процент мужского населения, %                  | 53,51  |
|                                                | Женское население                              | 9551                                           | Процент женского населения, %                  | 46,49  |
| Плотность населения, чел/км²                   | Плотность населения, чел/км²                   | Плотность населения, чел/км²                   | Плотность населения, чел/км²                   | 1,73   |
| Население муниципалитета в % к населению штата | Население муниципалитета в % к населению штата | Население муниципалитета в % к населению штата | Население муниципалитета в % к населению штата | 0,27   |

По данным оценки 2015 года, население муниципалитета составляет 25 414 жителей.

## Статистика
- Валовой внутренний продукт на 2003 год составляет 53 463 468,00 реалов (данные: Бразильский институт географии и статистики).
- Валовой внутренний продукт на душу населения на 2003 год составляет 6860,45 реалов (данные: Бразильский институт географии и статистики).
- Индекс развития человеческого потенциала на 2000 год составляет 0,645 (данные: Программа развития ООН).

## Важнейшие населенные пункты
| № | Населённый пункт     | Населённый пункт (порт.) | Категория | Население чел. (2010) | На карте                       |
| - | -------------------- | ------------------------ | --------- | --------------------- | ------------------------------ |
| 1 | Анапу                | Anapu                    | город     | 9833                  | 3°28′03″ ю. ш. 51°12′25″ з. д. |
| 2 | Белу-Монти-ду-Понтал | Belo Monte do Pontal     | поселок   | 657                   | 3°07′11″ ю. ш. 51°41′55″ з. д. |
| 3 | Акролина             | Acrolina                 | поселок   | 427                   | 3°28′58″ ю. ш. 51°11′17″ з. д. |
| 4 | Сурубин              | Surubim                  | поселок   | 230                   | 3°19′41″ ю. ш. 51°27′22″ з. д. |
| 5 | Вила-Изабел          | Vila Isabel              | поселок   | 181                   | 3°07′55″ ю. ш. 51°35′31″ з. д. |
| 6 | Сукупира             | Sucupira                 | поселок   | 163                   | 3°22′20″ ю. ш. 51°19′17″ з. д. |